# Coll d’Ordino
Der Coll d’Ordino ist ein 1980 Meter hoher Gebirgspass in Andorra. Er verbindet die Gemeinde Ordino im Westen mit Canillo im Osten. Parallel verläuft der niedrigere Collada de Beixalís (1759 m).

## Lage und Streckenführung
Der Coll d’Ordino liegt in den Pyrenäen südlich der Pic Casamanya im Norden der Hauptstadt Andorra la Vella.
Die Westauffahrt von Ordino ist 9,8 Kilometer lang und weist eine durchschnittliche Steigung von 7,1 % auf. Auf den ersten 500 Metern sind die Steigungsprozente mit rund 5 % noch moderat, ehe die Straße nach dem Verlassen des bebauten Gebiets deutlich stärker zu steigen beginnt. Die Straße führt nun gleichmäßig mit rund 7 % auf die Passhöhe und beinhaltet dabei mehrere Kurven und Kehren. Sie verläuft in dicht bewaldetem Gebiet.
Die Ostauffahrt von Canillo ist 8,9 Kilometer lang und weist eine durchschnittliche Steigung von 5,6 % auf. Die Auffahrt lässt sich in drei Abschnitte enteilen, da sie im oberen Teil eine rund ein Kilometer lange Zwischenabfahrt beinhaltet. Auf den ersten vier Kilometern werden sechs Kehren befahren. Hier erreicht der Anstieg seine höchsten Kilometerschnitt von mehr als 7 %, ehe die Straße im Anschluss etwas abflacht. Kurz vor dem Mirador Roc Del Quer nehmen die Steigungsprozente wieder zu, bevor ein abschüssiger Kilometer folgt. Die letzten 1500 Meter führen im Schnitt mit rund 6 % auf die Passhöhe. Anders als die Westauffahrt verläuft die Ostauffahrt in offenem Terrain.

## Radsport
Mit der Tour de France und der Vuelta a España führten bereits zwei Grand-Tour über den Coll d’Ordino.

### Tour de France
Im Jahr 1993 führte die Tour de France auf der 15. Etappe erstmals über den Coll d’Ordino. Er stellte die vorletzte von neun Bergwertungen dar, die auf dem Weg von Perpignan nach Pal (1870 m) absolviert wurden. Die Fahrer erreichten die Passhöhe über die Westauffahrt, die als Bergwertung der 2. Kategorie klassifiziert wurde. Mit Oliverio Rincón überquerte ein Kolumbianer den Coll d’Ordino als Erster, ehe er auch die Etappe gewann.
Die bislang letzte Überquerung folgte im Jahr 1997 auf der 10. Etappe. Diesmal wurde die Ostauffahrt absolviert, ehe die Etappe in Ordino-Arcalís zu Ende ging. Mit Jean-Philippe Dojwa führte ein Franzose über den Pass, der erneut als Anstieg der 2. Kategorie klassifiziert wurde.
| Jahr | Etappe     | Bergwertung  | Fahrer              | Auffahrt |
| ---- | ---------- | ------------ | ------------------- | -------- |
| 1993 | 15. Etappe | 2. Kategorie | Oliverio Rincón     | West     |
| 1997 | 10. Etappe | 2. Kategorie | Jean-Philippe Dojwa | Ost      |

### Vuelta a España
Die Vuelta a España führte erstmals im Jahr 1994 und somit ein Jahr später als die Tour de France über den Coll d’Ordino. Der Pass stellte zwischen Igualada und der Bergankunft in Ordino-Arcalís die vorletzte Bergwertung dar und wurde von der östlichen Seite befahren. Die Bergwertung der 1. Kategorie sicherte sich damals der Spanier Carlos Galarreta.
Nach vier jähriger Abwesenheit kehrte der Coll d’Ordino im Jahr 1998 ins Programm der Spanien-Rundfahrt zurück und stellte bis ins Jahr 2001 einen Fixpunkt des Etappenrennens dar. Die Ostauffahrt diente dabei stets als vorletzter Anstieg, ehe die Etappen mit Bergankünften in Pal und Ordino-Arcalís zu Ende gingen. Die Sieger der Bergwertungen, die zwischenzeitlich unter dem Namen Collet de Montaup abgenommen wurde, waren die Spanier José Maria Jiménez, Igor González de Galdeano und Carlos Sastre. Im Jahr 2005 folgte mit Rik Verbrugghe der erste Belgier.
Im Jahr 2013 wurde die Ostauffahrt erstmals als Anstieg der 2. Kategorie klassifiziert. Zwei Jahre später stand erstmals die Westauffahrt auf dem Programm, die als zweite von insgesamt sechs Bergwertungen absolviert wurde. Im Jahr 2018 war die Westauffahrt des Coll d’Ordino Teil der vorletzten Etappe, ehe im Jahr darauf erneut die Ostauffahrt genutzt wurde. Da die Steigung bereits vom Startort Andorra la Vella gewertet wurde, wurde sie erneut als Anstieg der 1. Kategorie klassifiziert. Die bislang letzte Überquerung fand im Jahr 2023 statt, ehe das Ziel in Arinsal erreicht wurde.
| Jahr | Etappe     | Bergwertung  | Fahrer                    | Auffahrt |
| ---- | ---------- | ------------ | ------------------------- | -------- |
| 1994 | 10. Etappe | 1. Kategorie | Carlos Galarreta          | Ost      |
| 1998 | 10. Etappe | 1. Kategorie | José Maria Jiménez        | Ost      |
| 1999 | 12. Etappe | 1. Kategorie | Igor González de Galdeano | Ost      |
| 2000 | 11. Etappe | 1. Kategorie | Carlos Sastre             | Ost      |
| 2001 | 11. Etappe | 1. Kategorie | José Maria Jiménez        | Ost      |
| 2005 | 10. Etappe | 1. Kategorie | Rik Verbrugghe            | Ost      |
| 2013 | 14. Etappe | 2. Kategorie | Daniele Ratto             | Ost      |
| 2015 | 11. Etappe | 1. Kategorie | Rubén Plaza               | West     |
| 2018 | 20. Etappe | 1. Kategorie | Jesús Herrada             | West     |
| 2019 | 09. Etappe | 1. Kategorie | Mikel Bizkarra            | Ost      |
| 2023 | 03. Etappe | 1. Kategorie | Eduardo Sepúlveda         | Ost      |